# Kanton Le Pellerin
Der Kanton Le Pellerin war bis 2015 ein französischer Wahlkreis im Arrondissement Nantes, im Département Loire-Atlantique und in der Region Pays de la Loire; sein Hauptort war Le Pellerin. Letzter Vertreter im Generalrat des Départements war von 2001 bis 2015 Daniel Morisson (PS).

## Gemeinden
Der Kanton Le Pellerin umfasste die Wahlberechtigten aus acht Gemeinden:
| Gemeinde              | Bretonisch           | Einwohner (2012) | Fläche (km²) | Code postal | Code Insee |
| --------------------- | -------------------- | ---------------- | ------------ | ----------- | ---------- |
| Cheix-en-Retz         | Keiz-Raez            | 913              | 8,34         | 44640       | 44039      |
| La Montagne           | Ar Menez             | 5981             | 3,64         | 44620       | 44101      |
| Le Pellerin           | Pentelloù            | 4607             | 30,65        | 44640       | 44120      |
| Port-Saint-Père       | Porz-Pêr             | 2820             | 32,57        | 44710       | 44133      |
| Rouans                | Rodent               | 2734             | 37,73        | 44640       | 44145      |
| Sainte-Pazanne        | Santez-Pezhenn       | 5863             | 41,56        | 44680       | 44186      |
| Saint-Jean-de-Boiseau | Sant-Yann-ar-Granneg | 5344             | 11,40        | 44640       | 44166      |
| Vue                   | Gwagenez             | 1488             | 19,51        | 44640       | 44220      |
| Kanton                |                      | 29.750           | 185,40       | –           | 4430       |